# Andrej Kazusionak
Andrej Fiodarawicz Kazusionak (ur. 15 stycznia 1984) – białoruski judoka, brązowy medalista mistrzostw świata, dwukrotny mistrz Europy. 
Największym sukcesem zawodnika jest brązowy medal podczas mistrzostw świata w Kairze w 2005 roku oraz mistrzostwo Europy w kategorii wagowej do 90 kg.